# Дора Кіштелекі
Дора Кіштелекі (угор. Dóra Kisteleki, 11 травня 1983) — угорська ватерполістка.
Учасниця Олімпійських Ігор 2004, 2008 років.
Чемпіонка світу з водних видів спорту 2005 року, призерка 2013 року.